# 6-Hloro-5-etoksi-N-(piridin-2-il)indolin-1-karboksamid
6-Hloro-5-etoksi-N-(piridin-2-il)indolin-1-karboksamid (CEPC) je lek koji deluje kao potentan i selektivan antagonist za serotoninski  receptor. Putem životinjskih studija utvrđeno je da deluje kao potencijator kondicionirane preferencije za mesto indukovane niskom dozom amfetamina. Time se demonstrira da  receptorom posredovano otpuštanje dopamina može da uzrokuje interakcije sa dopaminergičkim lekovima.